# Napeogenes gracilis
Napeogenes gracilis är en fjärilsart som beskrevs av Richard Haensch 1905. Napeogenes gracilis ingår i släktet Napeogenes och familjen praktfjärilar. Inga underarter finns listade i Catalogue of Life.